# Gulyás István (pedagógus)
Gulyás István (Tiszadob, 1867. március 29. – Debrecen, 1941. augusztus 13.) magyar pedagógus, irodalomtörténész és tankönyvíró, Gulyás Pál költő apja.

## Élete
Gulyás István 1867. március 29-én született Tiszadobon. Főiskolai tanulmányait a sárospataki teológián kezdte, majd 1889–1893 között a budapesti egyetemen szerzett magyar-latin szakos tanári diplomát és bölcsészdoktori oklevelet.
1892-ben Nagykőrösre került, ahol a nagykőrösi református főgimnázium tanára lett. Innen Debrecenbe került, ahol 1893-tól a debreceni kollégium főgimnázium tanára, 1893-ban pedig Móricz Zsigmond osztályfőnöke volt.
A Tanácsköztársaság bukása után elvesztette állását. Később az Iparostanonc Iskola igazgatója lett.
Debrecenben érte a halál 1941. augusztus 13-án.

## Munkássága
Irodalmi téren széles körű munkásságot fejtett ki. 1891–92-ben az Egyetemi Lapok segédszerkesztője, a Debrecen című lapnak éveken át színházi referense volt.
A Magyar Tudományos Akadémia Nagy Szótárának munkatársa is volt, e mű számára a régebbi magyar irodalom számos emlékét dolgozta fel.
A debreceni református főgimnázium millenniumi Évkönyve számára összeállította a régi debreceni tanárok életéről és a debreceni főiskola régibb tankönyvirodalmáról szóló fejezeteket. Számos tankönyv szerzője volt.

## Főbb művei
- A pisoi levél (Horatius: Arspoeticajának) magyar fordításairól (Budapest, 1892)
- A határozók rendszere középiskolai magyar nyelvtanításunkban (Debrecen, 1897)
- Imre Sándor emlékezete (Debrecen, 1901)
- A finnekről (Debrecen, 1903)
- Egy latin nyelvű régi magyar nyelvtan (Debrecen, 1908)
- Emlékezés Arany Jánosról (Debrecen, 1920)
- Önéletrajz (részlet, Kelet Népe 1942)
- Bevonulás Patakra (önéletrajzi részlet, Alföld 1963)